# Capo di stato maggiore generale delle Forze armate sovietiche
Il capo di stato maggiore generale delle Forze armate sovietiche (in russo Начальник Генерального штаба?, Nachal'nik General'nogo shtaba) era il più importante ufficiale superiore delle Forze armate sovietiche, incaricato di dirigere, amministrare e organizzare l'intera macchina militare dell'Unione Sovietica durante il periodo di esistenza di questa nazione (1922-1991).

## Storia
Il capo di stato maggiore generale era gerarchicamente alle dipendenze del ministro della difesa dell'Unione Sovietica e coordinava l'attività dei comandanti in capo subordinati delle varie sezioni autonome delle Forze armate sovietiche.
In quanto massimo rappresentante militare delle forze armate dell'Unione Sovietica, il capo di Stato maggiore generale partecipava, accanto al ministro della difesa e ai membri del Politburo del PCUS, alla grande parata in ricordo della Rivoluzione d'ottobre che si svolgeva ogni anno il 7 novembre sulla Piazza Rossa di Mosca.

## Elenco dei capi di stato maggiore generale

### Capo di stato maggiore dell'Armata Rossa (1921–1935)
| # | Nome                              | Foto | Nascita–morte | Grado | Inizio mandato   | Fine mandato   | Note                        |
| 1 | Pavel Pavlovič Lebedev            |      | 1872–1933     |       | 10 febbraio 1921 | aprile 1924    |                             |
| 2 | Michail Vasil'evič Frunze         |      | 1885–1925     |       | aprile 1924      | gennaio 1925   |                             |
| 3 | Sergej Sergeevič Kamenev          |      | 1881–1936     |       | gennaio 1925     | novembre 1925  |                             |
| 4 | Michail Nikolaevič Tuchačevskij   |      | 1893–1937     |       | novembre 1925    | maggio 1928    |                             |
| 5 | Boris Michajlovič Šapošnikov      |      | 1882–1945     |       | maggio 1928      | aprile 1931    |                             |
| 6 | Vladimir Kiriakovič Triandafillov |      | 1894–1931     |       | maggio 1931      | 12 luglio 1931 | Morto in un incidente aereo |
| 7 | Aleksandr Il'ič Egorov            |      | 1883–1939     |       | luglio 1931      | settembre 1935 |                             |

### Capo di stato maggiore generale dell'Armata Rossa (1935–1946)
| # | Nome                              | Foto | Nascita–morte | Grado                             | Inizio mandato | Fine mandato   | Note            |
| 1 | Aleksandr Il'ič Egorov            |      | 1883–1939     | maresciallo dell'Unione Sovietica | settembre 1935 | 10 maggio 1937 |                 |
| 2 | Boris Michajlovič Šapošnikov      |      | 1882–1945     | Comandante d'armata               | 10 maggio 1937 | agosto 1940    | Primo mandato   |
| 3 | Kirill Afanas'evič Mereckov       |      | 1897–1968     | generale d'armata                 | agosto 1940    | gennaio 1941   |                 |
| 4 | Georgij Konstantinovič Žukov      |      | 1896–1974     | generale d'armata                 | febbraio 1941  | 29 luglio 1941 |                 |
| 5 | Boris Michajlovič Šapošnikov      |      | 1882–1945     | maresciallo dell'Unione Sovietica | 29 luglio 1941 | 11 maggio 1942 | Secondo mandato |
| 6 | Aleksandr Michajlovič Vasilevskij |      | 1895–1977     | maresciallo dell'Unione Sovietica | 26 giugno 1942 | febbraio 1945  |                 |
| 7 | Aleksej Innokent'evič Antonov     |      | 1896–1962     | generale d'armata                 | febbraio 1945  | 22 marzo 1946  |                 |

### Capo di Stato maggiore generale delle Forze armate sovietiche (1946–1991)
| #  | Nome                              | Foto | Nascita–Morte | Grado                                                       | Inizio mandato | Fine mandato     | Note                        |
| 1  | Aleksandr Michajlovič Vasilevskij |      | 1895–1977     | maresciallo dell'Unione Sovietica                           | 22 marzo 1946  | novembre 1948    |                             |
| 2  | Sergei Matveevič Štemenko         |      | 1907–1976     | generale d'armata                                           | novembre 1948  | giugno 1952      |                             |
| 3  | Vasilij Danilovič Sokolovskij     |      | 1897–1968     | maresciallo dell'Unione Sovietica                           | giugno 1952    | aprile 1960      |                             |
| 4  | Matvej Vasil'evič Zacharov        |      | 1898–1972     | maresciallo dell'Unione Sovietica                           | aprile 1960    | marzo 1963       | Primo mandato               |
| 5  | Sergej Semënovič Birjuzov         |      | 1904–1964     | maresciallo dell'Unione Sovietica                           | marzo 1963     | 19 ottobre 1964  | Morto in un incidente aereo |
| 6  | Matvej Vasil'evič Zacharov        |      | 1898–1972     | maresciallo dell'Unione Sovietica                           | novembre 1964  | settembre 1971   | Secondo mandato             |
| 7  | Viktor Georgievič Kulikov         |      | 1921–2013     | Generale d’armata                                           | settembre 1971 | 7 gennaio 1977   |                             |
| 8  | Nikolaj Vasil'evič Ogarkov        |      | 1917–1994     | maresciallo dell'Unione Sovietica                           | 7 gennaio 1977 | settembre 1984   |                             |
| 9  | Sergej Fëdorovič Achromeev        |      | 1923–1991     | maresciallo dell'Unione Sovietica                           | settembre 1984 | 2 novembre 1988  |                             |
| 10 | Michail Aleksandrovič Moiseev     |      | 1939–2022     | Colonnello Generale dal 15 febbraio 1989: Generale d’Armata | dicembre 1988  | 23 agosto 1991   |                             |
| 11 | Vladimir Nikolaevič Lobov         |      | 1935–         | generale d'armata                                           | 25 agosto 1991 | 25 dicembre 1991 |                             |